# بارون هيل (سياسي)
بارون باول هيل (بالإنجليزية: Baron Paul Hill) سياسي أمريكي، خدم عضواً بمجلس النواب الأمريكي عن ولاية إنديانا الأمريكية من العام 1999 وحتى العام 2005 ومن ثم أعيد انتخابه مرة أخرى من العام 2007 وحتى العام 2011.